# Gymnogeophagus che
Gymnogeophagus che är en fiskart som beskrevs av Casciotta, Gómez och Toresanni 2000. Gymnogeophagus che ingår i släktet Gymnogeophagus och familjen Cichlidae. Inga underarter finns listade i Catalogue of Life.